# Hyundai i30
Hyundai i30 (Хёндэ ай тридцать) — компактный автомобиль корейской фирмы Hyundai Motor Company. Построен на одной платформе с Kia cee’d, так же, как и он имеет пятидверные кузова хетчбэк или универсал, бензиновый или дизельный двигатели с выбором механической или автоматической коробки передач.
Универсал, продаваемый вместе с Hyundai Elantra, в США и Канаде продаётся как Elantra Touring. В 2012 году начались продажи второго поколения автомобиля.

## Первое поколение
Впервые был показан на Женевском автосалоне в марте 2007 года. Дизайн Hyundai i30, как и дизайн его брата-близнеца Kia cee’d, был разработан специально для Европы немецкой фирмой в Рюссельсхайме.Hyundai i30 не был разработан с нуля как совершенно новый автомобиль. За основу была взята Hyundai Elantra New, для которой немецкие дизайнеры разработали дизайн кузова хетчбэк и интерьер салона. Автомобиль производится на новом заводе фирмы Hyundai в Ношовице (чеш. Nošovice) (Чехия), в Южной Корее и Китае. Фирма Hyundai ввела новую систему имён для Европы — имя автомобиль получает в зависимости от своего класса.

### Кузов
| i30 — пятидверный хетчбэк. |
| i30cw (Crossover Wagon) — пятидверный универсал, выпускается с апреля 2008 года. На 23 см длиннее хетчбэка. Объём багажника 415 литров, со сложенными сиденьями — 1395 литров. В Америке продается под именем Elantra Touring. |

### Безопасность
| Euro NCAP                                           | Euro NCAP | Euro NCAP | Euro NCAP |
| --------------------------------------------------- | --------- | --------- | --------- |
| Рейтинги                                            | Пассажир  |           | 33        |
| Рейтинги                                            | Ребёнок   |           | 34        |
| Рейтинги                                            | Пешеход   |           | 14        |
| Протестированная модель: Hyundai i30 1,6 GLS (2007) |           |           |           |

| Euro NCAP                                           | Euro NCAP | Euro NCAP | Euro NCAP |
| --------------------------------------------------- | --------- | --------- | --------- |
| Рейтинги                                            | Пассажир  |           | 34        |
| Рейтинги                                            | Ребёнок   |           | 38        |
| Рейтинги                                            | Пешеход   |           | 14        |
| Протестированная модель: Hyundai i30 1,6 GLS (2008) |           |           |           |

На краш-тесте в 2007 году автомобиль показал себя хуже, чем родственная Kia cee’d. Для улучшения результата были внесены небольшие изменения в конструкцию элементов, находящихся за передней панелью автомобиля. Благодаря изменениям была уменьшена вероятность травм пассажиров, что и показал следующий краш-тест. Кроме того, увеличилась безопасность перевозимых детей.
Кроме того, автомобиль проходил североамериканский тест NHTSA, с результатами:
- Передний удар:
- Боковой удар:
- Опрокидывание:

### Цвета
Предлагаются следующие варианты автолака :
| Shine Red Uni       | Crystal White Uni   | Continental Silver Metallic | Champagne Silver Metallic | Moonlight Blue Metallic   |
| Vivid Blue Metallic | Steel Gray Metallic | Ember Red Mineraleffekt     | Indigo Blue Mineraleffekt | Stone Black Mineraleffekt |

### Российский рынок
В России недоступен целый ряд предлагаемых для Hyundai i30 силовых агрегатов — 2-литровый бензиновый и вся дизельная линейка. Таким образом, можно выбрать только из 1,4- или 1,6-литрового бензинового двигателя, каждый из которых может оснащаться 5-ступенчатой механической или 4-ступенчатой автоматической трансмиссиями. Также на российском рынке недоступен автомобиль с кузовом типа универсал. При клиренсе в 150 мм и наличии 16-дюймовых колёсных дисков Hyundai i30 кажется неплохо приспособленным к дорожным условиям РФ, однако, многие отмечают излишнюю жёсткость подвески первого хетчбэка C-класса под брендом Hyundai.

## Второе поколение
Второе поколение автомобиля впервые было представлено на Франкфуртском автосалоне в 2011 году.

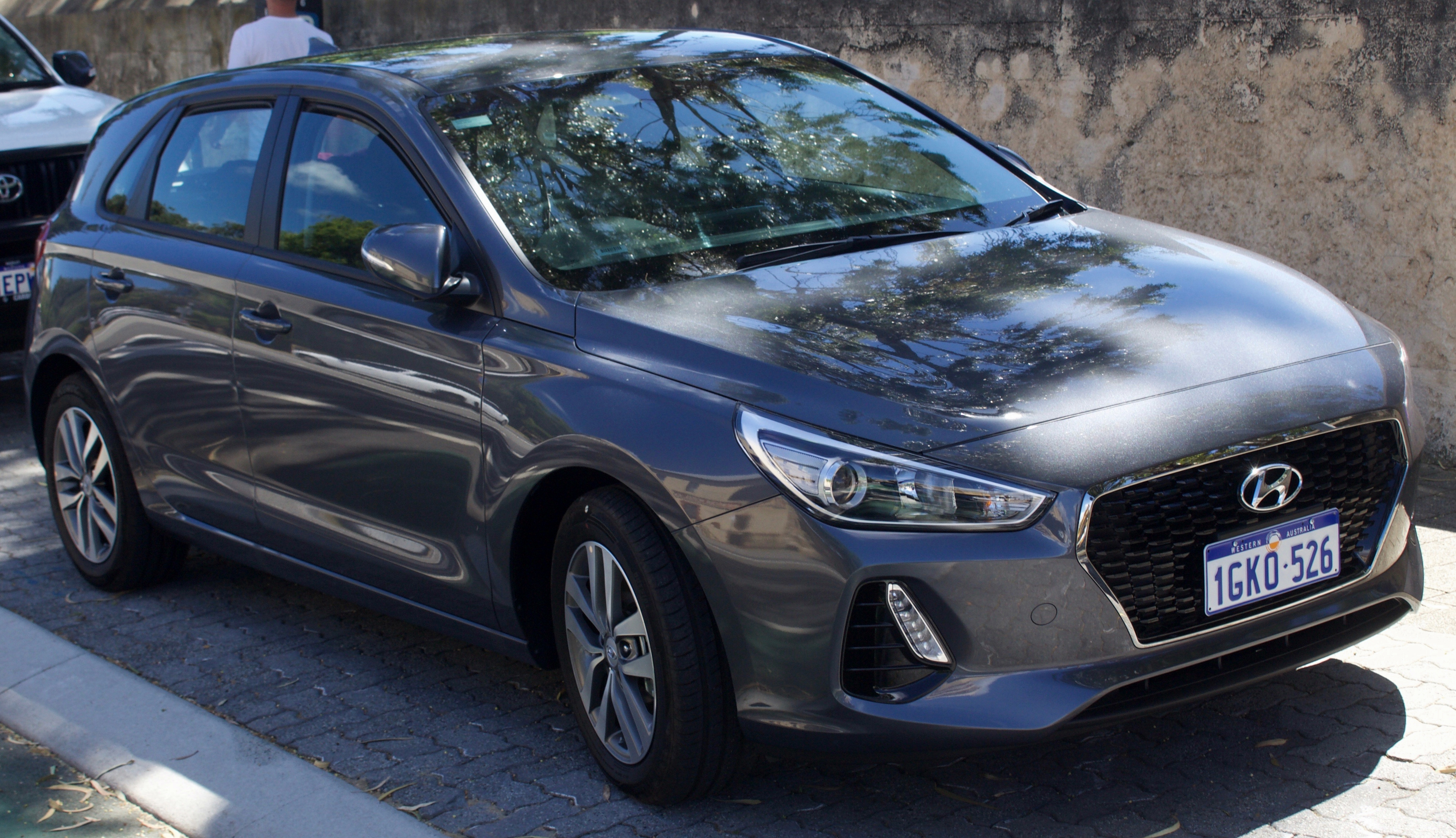
После рестайлинга

### Безопасность
Автомобиль прошел тест Euro NCAP в 2012 году:
| Euro NCAP                                                    | Euro NCAP | Euro NCAP | Euro NCAP             |
| ------------------------------------------------------------ | --------- | --------- | --------------------- |
| · общий рейтинг                                              |           |           |                       |
| 90%                                                          | 90%       | 67%       | 86%                   |
| взрослый пассажир                                            | ребёнок   | пешеход   | активная безопасность |
| Протестированная модель: Hyundai i30 1,4 MPI GLS, LHD (2012) |           |           |                       |